# Kongsudo
Il Kongsudo (공수도?, 空手道?, gongsudoLR) è un'arte marziale coreana. Il nome è composto dalla pronuncia coreana e dai caratteri cinesi per karate-dō. In inglese viene chiamato "empty-hand way".
Due delle originali cinque Kwans sono usate nel nome del Kong Soo Do. Essi sono "Chosun Yun Moo Kwan Kong Soo Do Bu" i quali in seguito prenderanno il nome di "Jidokwan".